# Iwan Sysojew
Iwan Grigorjewicz Sysojew (ros. Иван Григорьевич Сысоев, ur. 1903, zm. 1957) – radziecki dyplomata, ambasador ZSRR w Danii (1954-1955).
Członek WKP(b), 1938 pracownik Ludowego Komisariatu Spraw Zagranicznych ZSRR, 1948-1950 był radcą Misji ZSRR w Finlandii, a 1950-1952 radcą Ambasady ZSRR w Szwecji. Od 1952 do czerwca 1954 radca Misji ZSRR w Hiszpanii, od 3 czerwca 1954 do 18 lipca 1955 ambasador nadzwyczajny i pełnomocny ZSRR w Danii.